# Покорение Сибири Ермаком Тимофеевичем
«Покорение Сибири Ермаком Тимофеевичем» — картина русского живописца Василия Сурикова. Работа над картиной началась в 1891 и завершилась в 1895 году. Сюжетом картины является решающий бой на Чувашевом мысу между казачьей дружиной Ермака и воинами сибирского хана Кучума в 1582 году. Масштабное батальное полотно стало заметным событием на 23-й выставке Товарищества передвижников, было приобретено императором Николаем II и в 1897 году передано Русскому музею, где экспонируется по настоящее время.

## Композиция
На картине изображён кульминационный момент Сибирского похода Ермака Тимофеевича (1581—1585) — сражение 1582 года между казачьей дружиной Ермака и огромным войском, собранным сибирским ханом Кучумом. В трактовке художника это событие представлено как народный подвиг, художник подчёркивает неразрывную связь русских воинов с их предводителем.
Композиция вытянута по диагонали. Центр и нижнюю половину левой части полотна занимает авангард казачьего войска. В центре казачьей массы — сам Ермак, изображённый в профиль, с вытянутой вперёд рукой. Это кряжистая, прочно стоящая обеими ногами на палубе фигура в стальном шлеме. Над ним и его соратниками развиваются хоругви с ликом Спаса и конной фигурой Святого Георгия (говоря о первом из этих знамён, В. С. Кеменов отмечает: «осеняя дружину Ермака этим знаменем, Суриков тем самым как бы передает ей эстафету многовековой борьбы русского народа против татар»). Голова Ермака, его указующая рука и хоругвь над ним разрушают композиционную диагональ, выступая за пределы пространства, отведенного казачьему воинству.
Пёстрое по составу войско Кучума заполняет центр и нижнюю часть правой половины картины, на лицах его воинов можно увидеть панику. Нос ладьи Ермака врезается в плотную татарскую массу, подчёркивая, что она уже в смятении и готова обратиться в бегство. За спинами у сибирских татар обрывистый берег со скачущими всадниками и вздымающими вверх руки шаманами, символически противостоящими конному Св. Георгию на казачьей хоругви. В центре верхней части картины проступают контуры города, за который идёт сражение.

## История создания
Замысел полотна возник у Сурикова ещё в 1889 году, но работу над картиной он начал лишь в 1891 году. По собственным словам художника, общая концепция полотна сложилась у него ещё до ознакомления с историческими событиями, на которых оно основывалось: 
А я ведь летописи и не читал, картина сама мне так представилась: 2 стихии встречаются. А когда я потом уж Кунгурскую летопись начал читать, вижу – совсем, как у меня, совсем похоже. Кучум ведь на горе стоял.
На обороте первого известного наброска к картине надпись рукой художника «За Волгой на Каме». Другие ранние пейзажные этюды для полотна Суриков писал на Оби, а также в Тобольске. Летом 1891 года в Туруханском краю он рисовал этюды с эвенков и остяков. Уже к августу он определился с размерами полотна, в письме к брату указав их как «8 аршин и 4», то есть примерно 5,6×2,8 метра. В 1892 году он выезжал на Дон — собирать типажи для образов казаков, в том же году жил в Минусинском краю на золотых приисках И. П. Кузнецова (на территории современной Хакасии), откуда сообщал: «Пишу татар. Написал порядочное количество. Нашел тип для Ермака». На реке Немире Суриков рисовал старого шамана — рука шамана с палочкой, которой тот бьёт в бубен, на лист не поместилась, и художник нарисовал её отдельно. В этнографической коллекции Минусинского музея он делал зарисовки с одежд туземцев, украшенных бисером и необычными узорами. В Минусинском крае написан и один из самых удачных этюдов к картине — «На реке» с изображением стрелка, стоящего в воде.
В 1893 году в станице Раздорской Суриков делал этюды с местных казаков — Арсения Ковалёва, Антона Тузова, Макара Агаркова, впоследствии использованные в картине. Именно батареец Арсений Иванович Ковалёв послужил прототипом для окончательного образа Ермака, а Макар Агарков — для образа есаула Ивана Кольца. На Дону были созданы образы казаков Дмитрия Сокола и Кузьмы Запорожцева, сделана зарисовка большой казачьей лодки, потом попавшей в картину. В этом же году художник отправился на север Сибири — снова делать зарисовки остяков; в 1894 году состоялась новая поездка в Тобольск и по Иртышу.
Ввиду большого масштаба картины Сурикову пришлось сменить московскую квартиру, куда он переехал из Красноярска осенью 1890 года, на другую — побольше. Только в декабре 1892 года в работе над «Покорением Сибири» был сделан перерыв: Сурикову было нужно подготовить к выставке картину «Исцеление слепорожденного». Но уже в начале 1894 года он писал брату: «Теперь я опять принялся за Ермака». Автор долго искал нужную цветовую гамму — на ранних набросках преобладают голубые и желтовато-пепельные тона, а когда на картине появляется обрывистый берег, его расцвечивают зелёные пятна. Лишь постепенно Суриков пришёл к окончательному мрачноватому колориту. Сам Ермак тоже лишь постепенно «проявился» в казачьей массе — на ранних набросках его загораживали лишние фигуры, потом отодвинутые на второй план; в более поздних вариантах Ермак, наоборот, виден полностью, отделён от своего войска, и только после долгих поисков художник определил окончательное место главного персонажа картины.
Этюд «Стрелок» 1893 года хранится в Нижегородском государственном художественном музее.

## Дальнейшая судьба
«Покорение Сибири Ермаком Тимофеевичем» было окончено в 1895 году и стало важным событием 23-й выставки Товарищества передвижников. В марте того же года совет Академии художеств присвоил автору полотна звание академика. Хотя Суриков ещё в Москве договорился с П. М. Третьяковым о продаже ему «Покорения Сибири» за 30 тысяч рублей, император Николай II, узнав об этом, заявил, что «эта картина должна быть национальной и быть в национальном музее». Полотно было приобретено императором за 40 тысяч рублей — по словам Михаила Нестерова, самую большую сумму, за которую когда-либо покупались картины русских художников. Всего через несколько недель после этого, в апреле 1895 года, был подписан монарший указ об учреждении Русского музея Императора Александра III. С 1897 года «Покорение Сибири» выставлено в этом музее; в том же зале, что и основное полотно, экспонируется этюд «Казаки в лодке». Третьякову же в знак уважения Суриков в 1895 году подарил уменьшенную копию картины (размерами 103×59 см).

Молоденькие экскурсоводки говорили исключительно о «Покорении Сибири» … Главная мысль у всех была одна и та же — Суриков хотел показать народ. Он не выделял роль вождя. Ермак — не на первом плане, а в центре толпы. Он ничем особенным не выделяется, кроме руки, протянутой вперед. На первом же плане — казак с веслом, казак с ружьем, казак, заряжающий ружье, и вообще главное — не вождь, а народ.

Замечу в скобках, что мне приходилось бывать в Русском музее и раньше, лет пятнадцать назад, и я слышал, как экскурсовод объясняла: «Ермак расположен в центре композиции, чем подчеркивается его роль вождя, атамана, полководца. Он стоит под знаменем, под Спасом-нерукотворным и под Георгием Победоносцем. Чувствуется, как его воля цементирует атакующее войско. Все воины сплотились вокруг него и готовы сложить головы, но не выдать своего атамана».— В.Солоухин. Письма из Русского музея, 1966